# Порплище
Порплище (бел. Порплішча) — агрогородок в Докшицком районе Витебской области Беларуси, центр Порплищенского сельсовета. 

## География
Агрогородок находится в 10 км к северо-западу от райцентра, города Докшицы. Через деревню проходит шоссе Р3 на участке Докшицы — Глубокое. Другие дороги ведут в направлении Крулевщины и Ситцов. На южной окраине посёлка находится ж/д станция (линия Полоцк — Молодечно).

## История

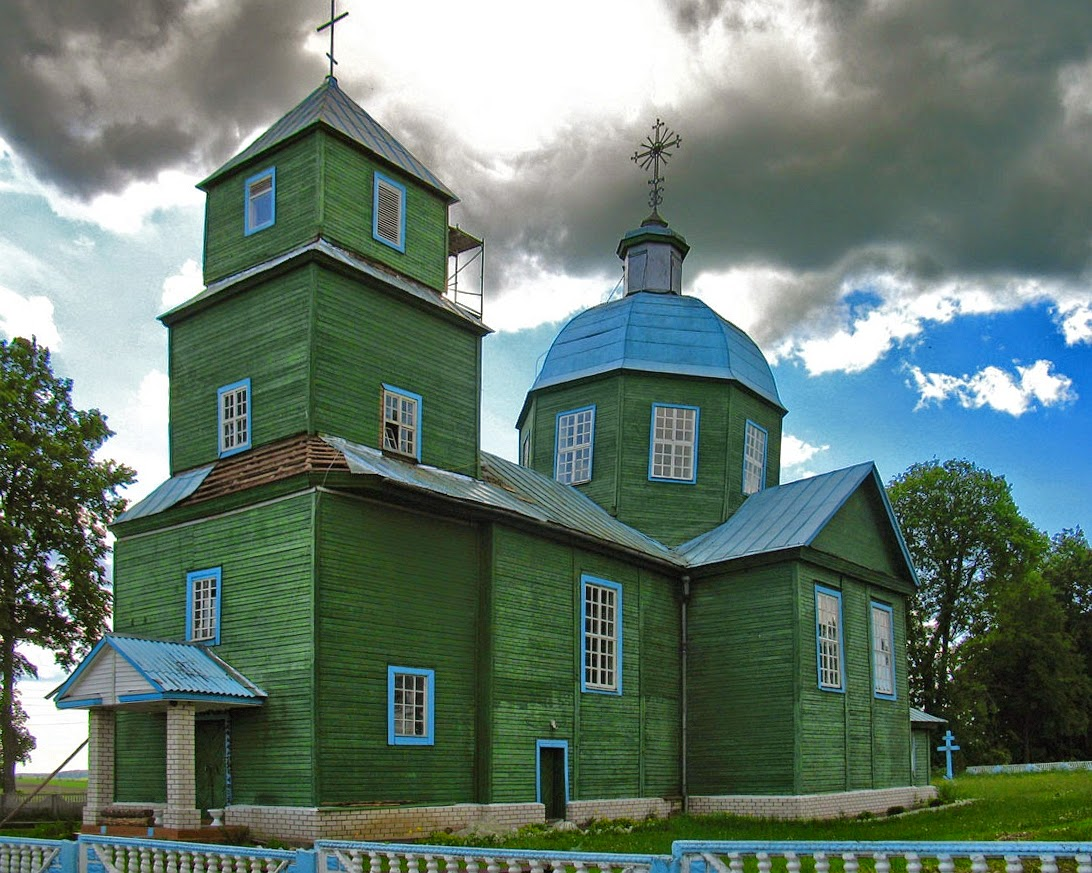
Спасо-Преображенская церковь

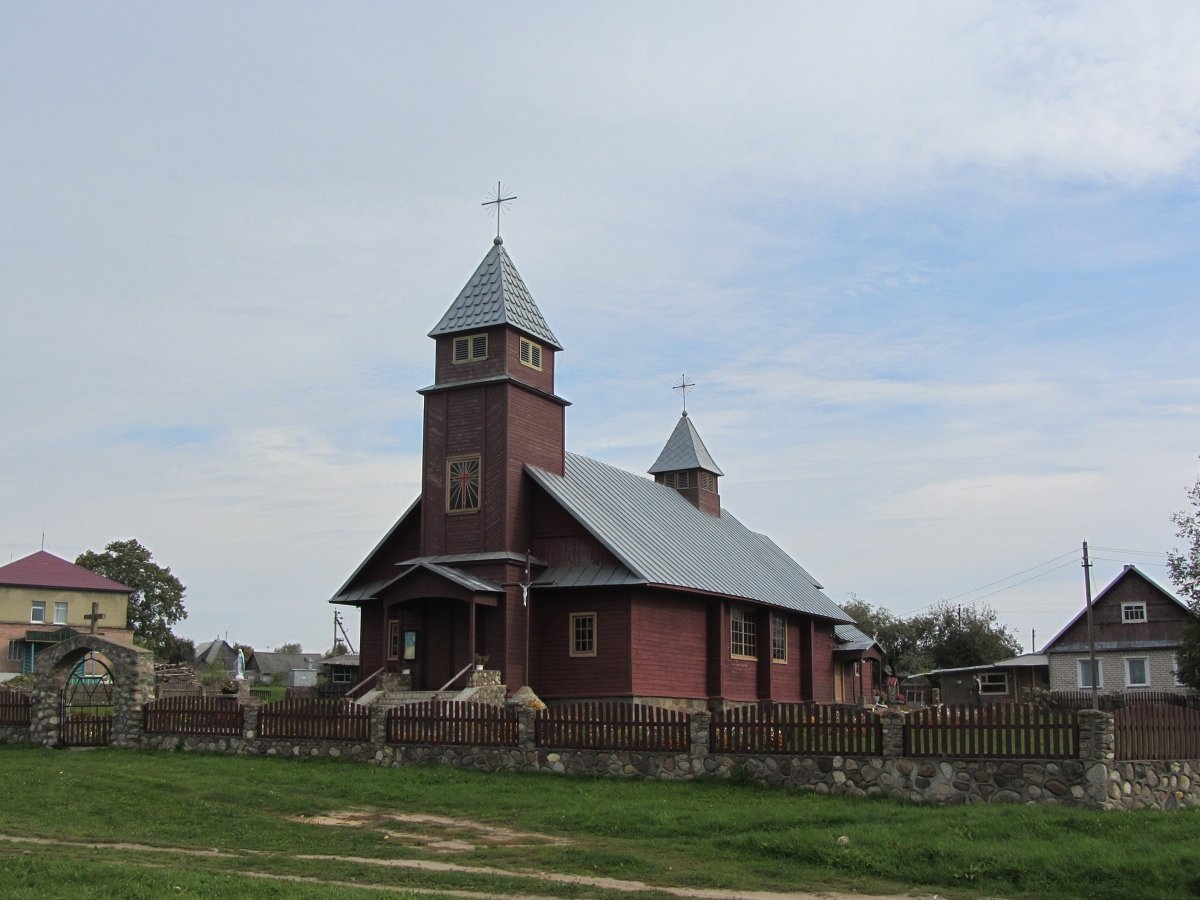
Костёл Матери Божьей Королевы

Первое письменное упоминание о Порплище датируется 1529 годом. В начале XVI века поселение находилось во владении Семёна Чарторыйского, который позднее продал своё имение Юрию Зеновичу.
В XVI—XVII веках в 5 км к востоку от Порплище, при дороге Докшицы — Голубичи, возник одноименный фольварк (ныне деревня Двор-Порплище). Согласно административно-территориальной реформе середины XVI века местность вошла в состав Ошмянского повета Виленского воеводства. В 1627 году в Порплище была сооружена деревянная православная Спасо-Преображенская церковь, которая обновлялась и перестраивалась в конце XVIII и XIX веков. В XVII веке имением владели Радзивиллы.
В результате второго раздела Речи Посполитой (1793) Порплище оказалось в составе Российской империи, в Вилейском уезде Минской, а позже Виленской губернии. В 1795 году здесь было 45 дворов, через деревню проходил почтовый тракт из Дисны на Вилейку. В 1864 открылась народное училище. Согласно результатам переписи 1897 года — 24 двора. В 1905 году население посёлка составляло 364 человека, а в 1906 году рядом с Порплище прошла Бологое-Седлецкая железная дорога.
Согласно Рижскому мирному договору (1921) Порплище оказалось в составе межвоенной Польской Республики, в Дуниловичском повете Новогрудского, а позднее Виленского воеводства. В 1930 году здесь был 71 двор, 306 жителей, 608 десятин земли, управление гмины, отделение полиции, почта, 7-классная школа, железнодорожная станция, церковь. В 1937 году построен католический храм Девы Марии.
В 1939 году Порплище вошло в БССР, где 12 октября 1940 года стало центром сельсовета. 
В 1990 году храм возвращён католикам, отреставрирован, башня восстановлена.

## Население
- 1999 год — 756 человек.
- 2009 год — 688 человек.
- 2019 год — 633 человек.

## Достопримечательности
- Православная Спасо-Преображенская церковь. Построена из дерева в 1627 году, обновлялась и перестраивалась в 1794 и 1880-х годах.
- Костёл Матери Божьей Королевы. Построена из дерева в (1937-1941 годы), отреставрирована в 1993 году.